# Парламентские выборы в Нидерландах (2003)
Внеочередные парламентские выборы состоялись 22 января 2003 и принесли победу правящей партии Христианско-демократический призыв.
Выборы были проведены после отставки первого кабинета Балкененде 16 октября 2002 после конфликтов, связанных с партией Список Пима Фортейна.
Основная борьба развернулась между правящей партией Христианско-демократический призыв и оппозиционной Партией труда.
Партия труда увеличила свое представительство во второй палате парламента после поражения на прошедших парламентских выборах 2002 года, однако не смогла набрать наибольшее количество голосов. Список Пима Фортейна с отсутствием лидера, убитого накануне выборов 2002 года, значительно потерял свою популярность и уменьшил своё представительство с 26 до 8.

## Результаты голосования
| Партии | Политическая идеология      | Фронтмен партии     | Голоса    | Места | +/- | % голосов | % мест |
| --- | --------------------------- | ------------------- | --------- | ----- | --- | --------- | ------ |
| Христианско-демократический призыв                                                                                                 | Христианская демократия     | Ян Петер Балкененде | 2 763 480 | 44    | +1  | 28,6      | 29,3   |
| Партия труда | Социал-демократия           | Вутер Бос           | 2 631 363 | 42    | +19 | 27,3      | 28,0   |
| Народная партия за свободу и демократию                                                                                            | Консервативный либерализм   | en:Gerrit Zalm      | 1 728 707 | 28    | +4  | 17,9      | 18,7   |
| Социалистическая партия | Демократический социализм   | Эд Мелкерт          | 609 723   | 9     | 0   | 6,3       | 6,0    |
| Список Пима Фортёйна | Правый популизм, Фортейнизм | en:Mat Herben       | 549 975   | 8     | -18 | 5,7       | 5,3    |
| Зелёные левые | Зелёная политика            | Фемке Халсема       | 495 802   | 8     | -2  | 5,1       | 5,3    |
| Демократы 66 | Социал-либерализм           | en:Thom de Graaf    | 393 333   | 6     | -1  | 4,1       | 4,0    |
| Христианский союз | Христианская демократия     | Андре Рувет         | 204 694   | 3     | -1  | 2,1       | 2,0    |
| Реформатская партия | Протестантский консерватизм | Кеес ван дер Стай   | 150 305   | 2     | 0   | 1,6       | 1,3    |
| Всего (явка 80,0 %) |                             |                     | 9 654 475 | 150   | 0   | 98,7      | 100,0  |
| Источник:http://www.nsd.uib.no/european_election_database/country/netherlands/ Архивная копия от 30 ноября 2010 на Wayback Machine |                             |                     |           |       |     |           |        |

После выборов начались коалиционные переговоры между Партией труда и Христианско-демократическим призывом, которые завершились безрезультатно. После новых переговоров была создана коалиция в составе партий Христианско-демократический призыв, Народной партии за свободу и демократию и партии Демократы 66, которая 27 мая 2003 сформировала второй кабинет Балкененде.